# Raveniola chengbuensis
Raveniola chengbuensis is een spinnensoort in de taxonomische indeling van de bruine klapdeurspinnen (Nemesiidae).
Raveniola chengbuensis werd in 2002 beschreven door Xu & Yin.